# Stenotarsus ovulum
Stenotarsus ovulum is een keversoort uit de familie zwamkevers (Endomychidae). De wetenschappelijke naam van de soort werd in 1894 gepubliceerd door Léon Marc Herminie Fairmaire.